# Bulla striata
Bulla striata (nomeada, em inglês, striate bubble, Atlantic bubble shell, common Atlantic bubble ou simplesmente common bubble) é uma espécie de molusco marinho, hermafrodita e não operculada, das costas do oceano Atlântico; pertencente à classe Gastropoda e à família Bullidae da subclasse Heterobranchia. Foi classificada por Jean Guillaume Bruguière com esta denominação, em 1792, na obra Encyclopédie Méthodique.

## Descrição da concha
Concha váriavel em sua coloração e padronagem de manchas irregulares brancas, castanho-escuras, cinzentas ou cor de avelã, sob um frágil perióstraco. Ela é cilíndrico-ovalada e moderadamente frágil, leve, lisa e brilhosa, com até 4.5 centímetros em seu comprimento total, mas geralmente entre 1.5 e 3.3 centímetros de comprimento; com sua espiral formando um furo central, como se fosse um umbílico (espiral umbilicada ou rebaixada)ː suas voltas anteriores sendo escondidas pela volta corporal. Sua abertura é alargada em sua parte anterior e estreita ao se aproximar da região de sua espiral, ocupando todo o comprimento da concha, arredondada em ambas as extremidades e apresentando lábio externo fino, ligeiramente contraído no centro de sua extensão; com lábio interno bem destacado e na mesma coloração do interior da concha. Em sua base, no lado oposto ao de sua espiral decrescente, podem estar visíveis ranhuras espiraladas.

var. adansoni
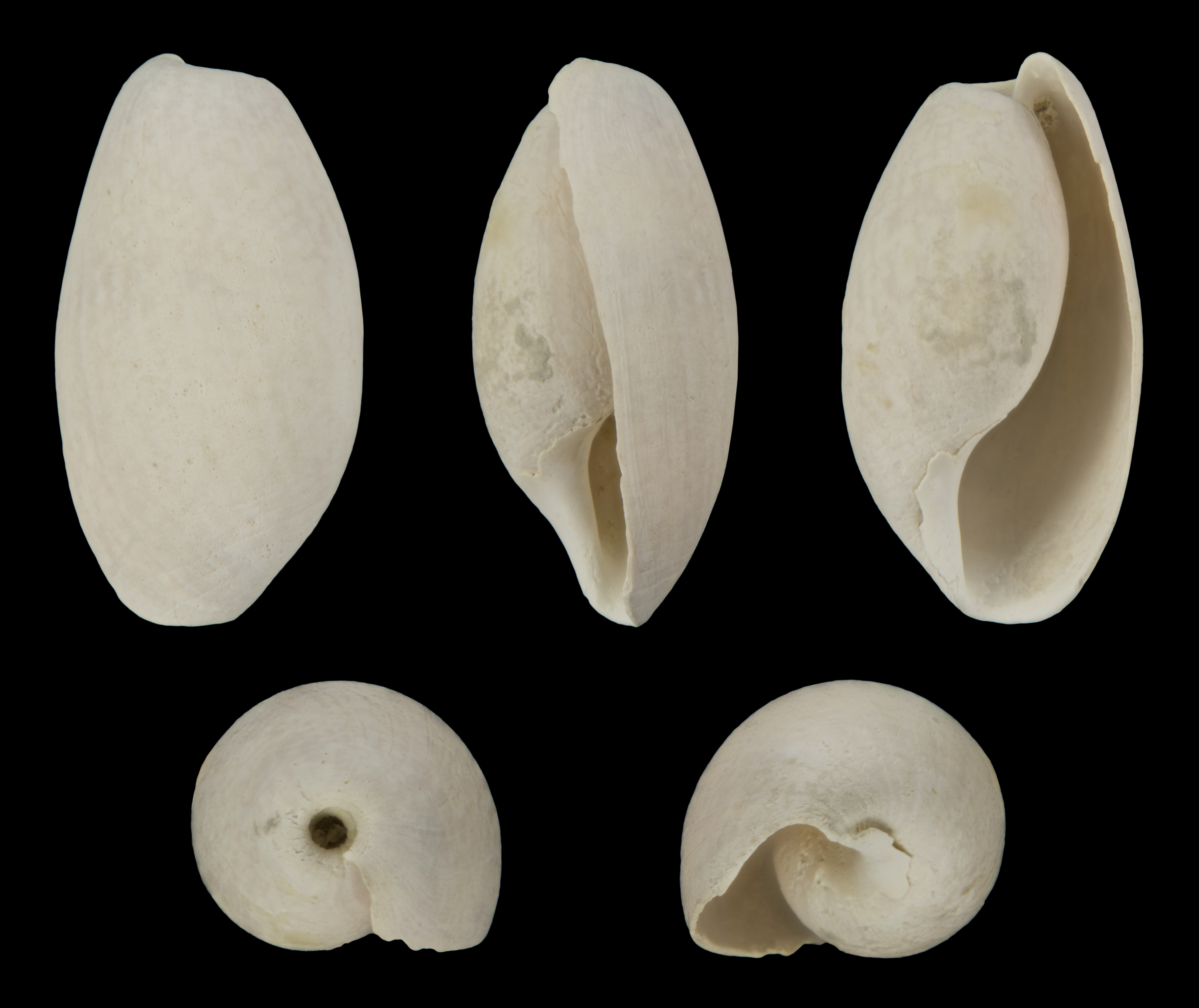
Fóssil (Plioceno)

## Descrição do animal e ovos
O animal de Bulla striata não possui opérculo. Seu pé é bem desenvolvido e, junto com o seu manto, é ligeiramente translúcido; ambos podendo envolver completamente a concha, mas também podendo se retrair completamente para dentro dela. Não há parápodes (protuberâncias carnudas, em forma de asas). A cabeça é alargada e não tem tentáculos. Os olhos são pequenos e estão posicionados na superfície dorsal do seu escudo cefálico. A fêmea deposita cordas de ovos gelatinosos sobre a vegetação submarina.

## Distribuição geográfica
Bulla striata é encontrada em ambos os lados do Atlântico. No oeste a sua distribuição geográfica se extende da Carolina do Norte até Flórida e Texas, nos Estados Unidos, indo em direção ao leste do México e mar do Caribe, incluindo Antilhas, até o norte da América do Sul, no leste da Colômbia e na Venezuela, e descendo ao sul, por todo o litoral do Brasil, até o Uruguai. No leste a sua distribuição geográfica se extende de Açores e Portugal ao mar Mediterrâneo e África Ocidental e Central; do Marrocos ao golfo da Guiné, Gabão, Angola e Santa Helena. Esta espécie pode ser encontrada nos sambaquis brasileiros, tendo importância arqueológica desconhecida.

## Habitat e hábitos
Esta espécie chega a ser localmente abundante, em determinadas regiões, ocupando a zona entremarés e zona nerítica até os 25 metros de profundidade, em habitats próximos de costões rochosos e tapetes de ervas marinhas, com o animal se enterrando em bentos com areia lamacenta, frequentemente entre algas. Os moluscos da ordem Cephalaspidea são carnívoros e herbívoros, sendo Bulla striata uma espécie herbívora. Também são capazes de liberar substâncias químicas em secreções defensivas que inibem sua predação por peixes.

## Subespécies
Bulla striata possui duas subespécies:
- Bulla striata striata - descrita por Bruguière, em 1792.
- Bulla striata frankovichi - descrita por Petuch & Sargent, em 2012[1]; uma subespécie endêmica da Flórida e caracteristicamente marcada com um padrão de cor em quatro faixas marrom-escuras.[17]